# Negram
Negram was een Nederlandse platenmaatschappij die eigendom was van Bovema NV, de vroegere naam van de latere Nederlandse afdeling van EMI (thans onderdeel van Universal Music). De belangrijkste artiesten op het label waren onder meer George Baker Selection, BZN, Tee Set en Alexander Curly.

## Oorsprong
De oorsprong van Negram gaat terug naar de jaren na de Eerste Wereldoorlog, toen de Nederlandse platenindustrie nog in de kinderschoenen stond. De meeste platen die in Nederland verkrijgbaar waren, werden geïmporteerd uit het buitenland. Een van de eerste Nederlandse platenmaatschappijen was de NV Dutch Gramophone Company, gevestigd in Den Haag. Dit bedrijf was de Nederlandse vertegenwoordiger van The Gramophone Co. Ltd. uit Engeland. Hierdoor kon men het "His Master's Voice" label gebruiken. De Dutch Gramophone Company leidde jarenlang een redelijk succesvol bestaan in de Nederlandse muziekindustrie, maar rond 1960 stelde het niet veel meer voor.
Aan het begin van de jaren 60 werd de Dutch Gramophone Company overgenomen door Nemerco, een platenmaatschappij die eigendom was van Gerry Oord. Gerry Oord was ook eigenaar van Bovema, een Haarlemse platenmaatschappij die sinds 1946 veel succes had gehad met de import van grote buitenlandse platenlabels als Columbia Records en Capitol. Gerry Oord had Nemerco in 1953 opgericht om nieuwe, meer agressieve verkooptechnieken uit te proberen die hij niet geschikt vond voor een grote organisatie als Bovema.
Na de aankoop door Nemerco werd de naam van de NV Dutch Gramophone Company veranderd in Negram. Robert Oeges had de leiding over het nieuwe bedrijf.

## Buitenlandse labels
Negram had als relatief kleine maatschappij opvallend veel succes met de distributie van grote buitenlandse platenlabels. Zo had men distributierechten voor het Franse Vogue en het Duitse Ariola Records. In 1963 kwamen daar het Britse Pye en het Amerikaanse Kapp label bij. Niet veel later gevolgd door Warner Bros. Records en Reprise.
Andere labels die door Negram gedistribueerd werden waren Dot Records, Chess, Scepter, Elektra en Atlantic.

## Einde als zelfstandig label
In 1965 gaat Negram een samenwerking aan met Delta, een platenmaatschappij die eigendom was van Hans Kellerman. Uiteindelijk leidde deze samenwerking tot de NV Negram-Delta.
In 1977 besloot moedermaatschappij EMI om Bovema en Negram samen te voegen tot Bovema-Negram BV. Deze naam bleef echter maar kort in gebruik; na 1979 werd de naam van het bedrijf alweer veranderd in EMI Records Holland BV (en later EMI Bovema BV). Daarmee verdween de naam Negram definitief uit de Nederlandse muziekindustrie.

## Nederlandse artiesten
Vanaf 1967 had Negram veel succes met Nederlandse artiesten als Tee Set, The Cats, George Baker Selection, Alexander Curly, BZN en Bolland & Bolland. 
Tussen 1972 en 1976 had Negram negen nummer 1-hits in de Top 40:
- 1972: I'll never drink again - Alexander Curly
- 1974: Sing a song of love - George Baker Selection
- 1975: Hey mal yo - Johnny & Orqestra Rodrigues
- 1975: Paloma Blanca - George Baker Selection
- 1975: Guus - Alexander Curly
- 1975: Stan the gunman - Hank the Knife & the Jets
- 1975: Morning sky - George Baker Selection
- 1976: Sweet love - Ferrari
- 1976: Mon amour - BZN